# الحصار، بزدوگان
الحصار، بزدوگان (به لاتین: Alhisar, Bozdoğan) یک منطقهٔ مسکونی در ترکیه است که در استان آیدین واقع شده‌است.

## خصوصیات
الحصار ۲۷۴ نفر جمعیت دارد.